# 1758.
◄ | 17. stoljeće | 18. stoljeće | 19. stoljeće | ►
◄ | 1720-ih | 1730-ih | 1740-ih | 1750-ih | 1760-ih | 1770-ih | 1780-ih | ►
◄◄ | ◄ | 1755. | 1756. | 1757. | 1758. | 1759. | 1760. | 1761. | ► | ►►
Arhitektura • Astronomija • Biologija • Glazba • Kazalište • Kemija • Kiparstvo • Knjige • Književnost • Kršćanstvo • Medicina • Politika • Pravo • Promet • Slikarstvo • Znanost

## Događaji
- Ruđer Bošković tvrdi da su atomi nematerijalne točke bez dimenzije, ali s inercijom. Isto tako tvrdi da su čestice 1. reda atomi, 2. reda molekule, a 3. reda kristali.

## Rođenja
- 28. travnja – James Monroe, američki predsjednik i političar († 1831.)
- 6. svibnja. – Maximilien Robespierre, francuski revolucionar († 1794.)
- 29. rujna – Horatio Nelson, britanski pomorac i admiral († 1805.)

## Smrti
- 13. ožujka – Andrija Jambrešić, hrvatski jezikoslovac, isusovac i leksikograf (* 1706.)

## Vanjske poveznice
|  | Zajednički poslužitelj ima još gradiva o temi 1758. |